# 哈秀乡
哈秀乡，是中华人民共和国青海省玉树藏族自治州玉树市下辖的一个乡镇级行政单位。辖区总面积1363平方公里，常住人口0.3万人，以藏族为主，占总人口的99.9％。
2001年10月15日，青海省人民政府批准撤销哈秀乡、结隆乡，合并设立隆宝镇。

## 行政区划
哈秀乡下辖以下地区：
甘宁牧委会、岗日牧委会、哇龙牧委会和云塔牧委会。